# Quadroppia illinoisensis
Quadroppia illinoisensis är en kvalsterart som först beskrevs av Arthur P. Jacot 1938.  Quadroppia illinoisensis ingår i släktet Quadroppia och familjen Quadroppiidae. Inga underarter finns listade i Catalogue of Life.